# Língua dos pássaros

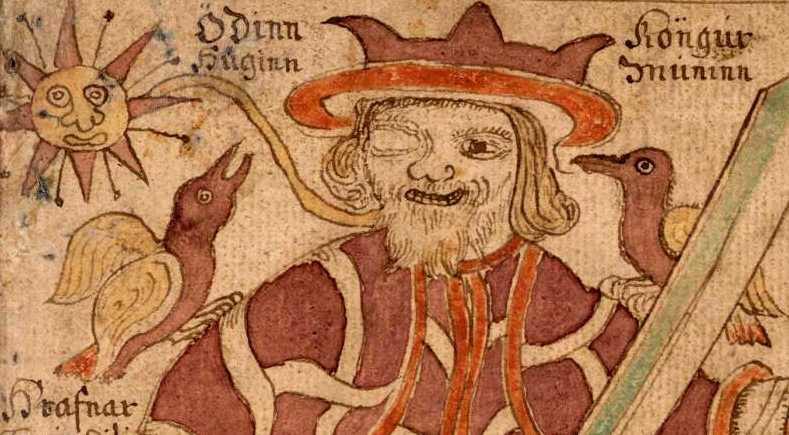
Huginn e Muninn sobre os ombros de Odin, numa ilustração de um manuscrito islandês do século XVIII.

Uma língua dos pássaros, linguagem mística, perfeita, divina, mítica ou mágica utilizada pelos pássaros para se comunicar com os iniciados, é postulada pela mitologia, literatura medieval e ocultismo.

## História
Pássaros interpretaram um importante papel na religião Indo-Europeia, usados para divinação pelos áugures, e, de acordo com uma sugestão de Walter Burkert, estes costumes podem ter sua origem no Paleolítico, quando, durante a Idade do Gelo, os primeiros humanos costumavam procurar carniça observando os pássaros.
A partir da marcia Renascença, foi a inspiração para algumas línguas a priori mágicas. Línguas assobiadas, baseadas ou construídas sobre línguas naturais articuladas usadas em algumas culturas são por vezes também citadas como, e comparadas com, a língua dos pássaros.

### Mitologia
De acordo com Apolónio de Rodes, a figura de proa do Argo, o navio de Jasão, foi construída com carvalho do bosque sagrado de Dodona e podia falar a língua dos pássaros. A proficiência na língua dos pássaros na mitologia grega podia ser obtida por meios mágicos. Demócrito, Anaximandro, Apolônio de Tiana, Tirésias, Melampo e Esopo são citados como tendo o conhecimento da língua dos pássaros.
Várias sagas nórdicas e célticas (Edda e Mabinogion) relatam que o sangue de dragão dá a quem o bebe o poder de entender a língua dos pássaros. Um eco disto está na ópera Siegfried de Richard Wagner, onde o herói, após beber o sangue do dragão Fafnir, passa a entender o canto dos pássaros.
Na mitologia celta, os pássaros (principalmente os corvos) representam conhecimentos proféticos, particularmente quanto ao derramamento de sangue.

### Folclore
O conceito é apresentado também em muitos contos folclóricos em Gales, Rússia, Alemanha, Estónia e Grécia), onde geralmente ao protagonista é dado o poder de compreender a língua dos pássaros, seja por alguma transformação mágica, ou como recompensa por alguma boa ação feita para o rei dos pássaros. Os pássaros, então, passam a informar ou avisar o herói sobre perigos ou tesouros ocultos.

### Religião
- No sufismo, a língua dos pássaros é uma língua dos anjos mística. A Conferência dos Pássaros (mantiq at-tair), é um poema místico de 4647 versos escrito no século XII pelo poeta persa Farid ud-Din Attar.
- Diz-se que São Francisco de Assis pregou para os pássaros.
- No Talmude, (segundo as Lendas da Bíblia de Louis Ginzberg, 1909), a proverbial sabedoria de Salomão devia-se a lhe ter sido concedida por Deus a compreensão da língua dos pássaros.

### Alquimia
Na Cabala, na alquimia e no Renascimento, a língua dos pássaros era considerada uma língua perfeita e secreta, a chave para o perfeito conhecimento, chamada algumas vezes de langue verte (ou língua verde, por Jean Julien Fulcanelli e por Heinrich Cornelius Agrippa em sua De Occulta Philosophia).

### Cultura
- Na França medieval, a língua dos pássaros (la langue des oiseaux) era uma linguagem secreta dos trovadores, ligada ao Tarô, alegadamente baseada em trocadilhos e simbolismo extraído da homofonia. Por exemplo, uma estalagem chamada Au Lion d'Or ("O Leão de Ouro"), seria supostamente um código para au lit on dort ("no leito alguém dorme"). Todavia, o exemplo dado pode não ser exatamente medieval, visto que o t final era pronunciado até o francês médio, conforme se depreende de bonnet, um galicismo do século XIV incorporado à língua inglesa.
- Aristófanes ("Os Pássaros") e Geoffrey Chaucer ("Parlamento das Aves") também escreveram peças teatrais satíricas tomando a língua das aves por base.
- O autor de livros infantis Rafe Martin escreveu uma obra intitulada "The Language of Birds" ("A Língua dos Pássaros") como adaptação de um conto folclórico russo. O livro foi convertido numa ópera infantil pelo compositor John Kennedy.
- Há um filme alemão de 1991 chamado Die Sprache der Vögel ("A Língua dos Pássaros").
- No árabe falado no Egito, a forma escrita hieroglífica é chamada de "o alfabeto dos pássaros". No próprio Antigo Egito os hieróglifos eram chamados de medu-netjer ("palavras dos deuses" ou "língua divina")

### Ciência
- «Pesquisas recentes» sobre o canto das aves têm revelado um certo montante de fonologia combinatória, um aspecto compartilhado com as línguas humanas.